# 圣佩德罗-德托雷略
圣佩德罗-德托雷略，是西班牙加泰罗尼亚巴塞罗那省的一个市镇。总面积55平方公里，总人口2188人（2001年），人口密度40人/平方公里。